# 沈德法
沈德法（1965年1月—），浙江绍兴人，汉族，中国共产党党员。中华人民共和国政治人物、第十三届全国人民代表大会浙江地区代表。

## 生平
2018年2月24日，当选为第十三届全国人大代表。2023年10月，沈德法辭去浙江建投董事長職務，11月因涉嫌嚴重違紀違法而接受浙江省紀委監委紀律審查和監察調查。